# Олекса
Олекса — українське чоловіче ім'я, має грецьке походження.

## Відомі носії
- Олекса — руський (волинський) архітектор 13 століття.
- Олекса Довбуш (1700—1745) — найвідоміший із ватажків опришків у Карпатах.
- Олекса Бахматюк (1820—1882) — український майстер декоративного розпису на кахлях.
- Олекса Новаківський (1872—1935) — український живописець і педагог.
- Олекса Синявський (1887—1937) — визначний український мовознавець і педагог.
- Олекса Стефанович (1899—1970) — український поет, літературний критик.
- Олекса Балицький  — український фотомитець[1].
- Олекса Шатківський (1908—1979) — український маляр і графік.
- Олекса Воропай (1913—1989) — український біолог, етнограф і письменник, фольклорист.
- Олекса Негребецький (1955) — режисер дублювання, редактор, український перекладач.
- Олекса Гірник (1912—1978) — український дисидент, політв'язень, Герой України.